# Newark (Delaware)
Newark város az USA Delaware államában, New Castle megyében. Lakosainak száma 30 601 fő (2020).

## Népesség
A település népességének változása:

| 2010 | 31 454 |
| 2020 | 30 601 |